# 6-Stunden-Rennen von Monza 2023

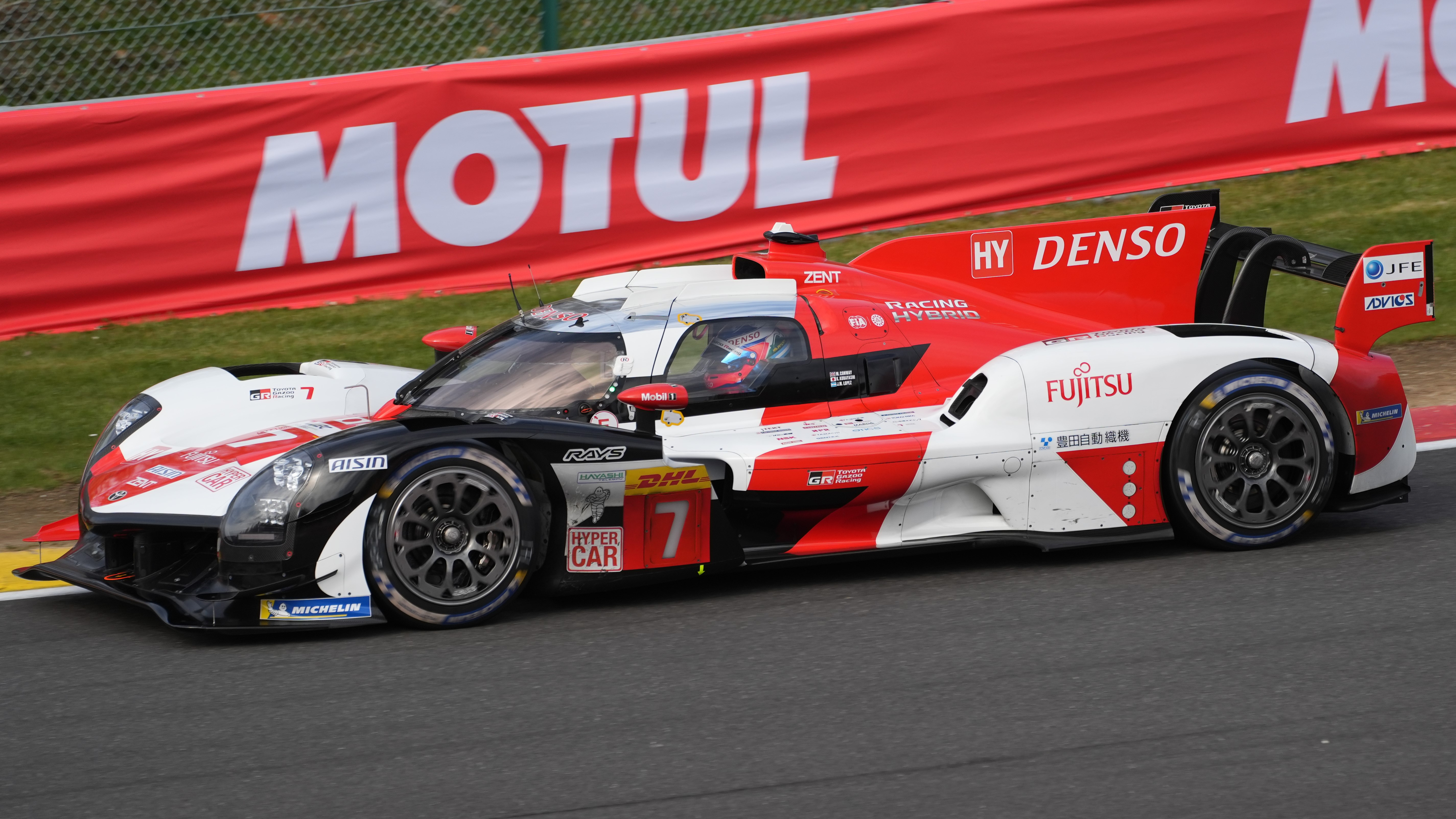
Der siegreiche Toyota GR010 Hybrid mit der Startnummer 7, hier beim 6-Stunden-Rennen von Spa-Francorchamps 2023

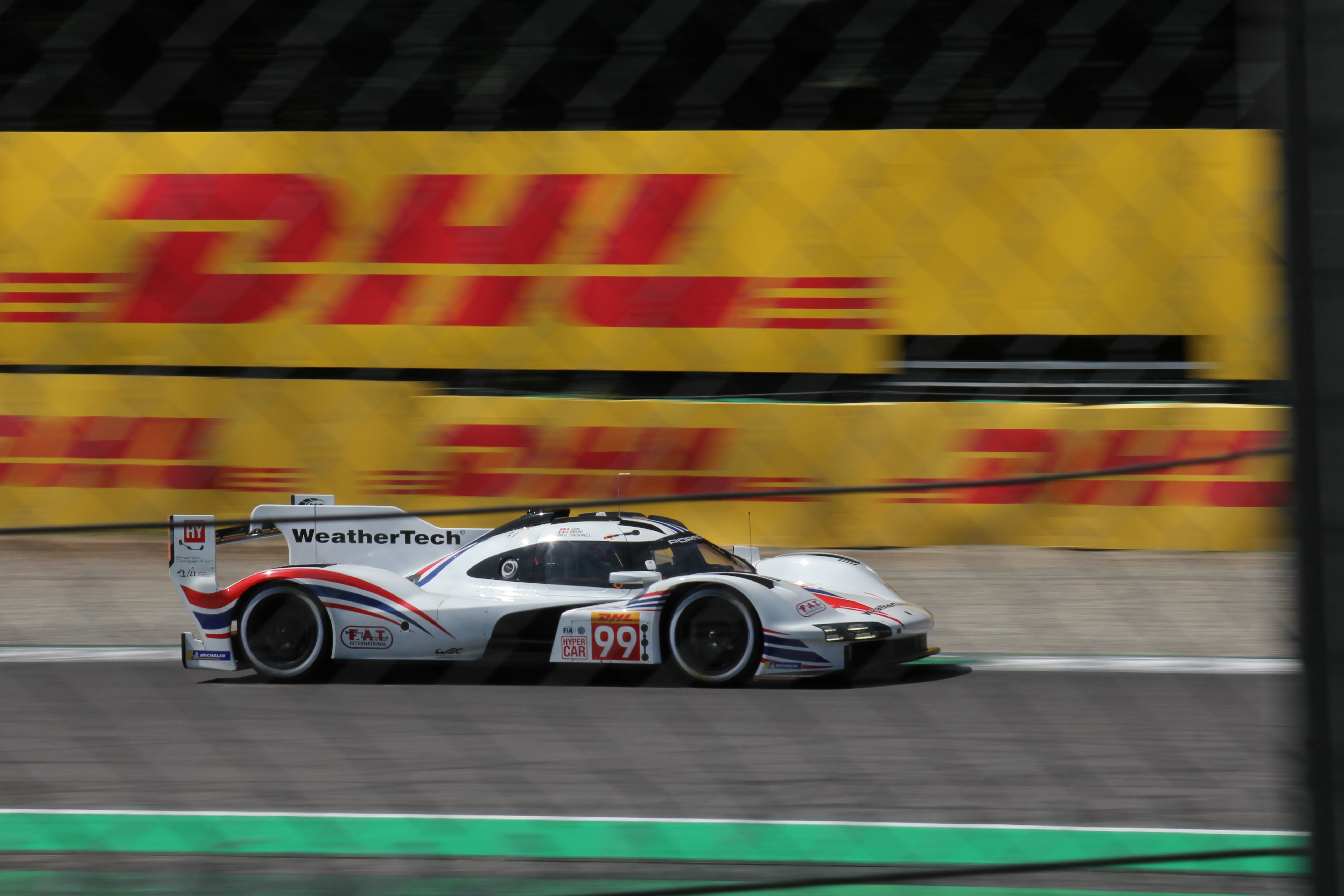
Der ausgefallene Proton-Competition-Porsche 963

Das 40. 6-Stunden-Rennen von Monza, auch TotalEnergies 6 Hours of Monza, fand am 10. Juli 2023 auf dem Autodromo Nazionale di Monza statt und war der fünfte Wertungslauf der FIA-Langstrecken-Weltmeisterschaft dieses Jahres.

## Das Rennen
Nach dem zweiten Platz beim 24-Stunden-Rennen von Le Mans gelang Toyota Gazoo Racing in Monza der vierte Gesamtsieg im fünften Saisonrennen. Bei hohen Außentemperaturen – 35 Grad Celsius im Schatten und 50 Grad Asphalttemperatur – gewann der Toyota GR010 Hybrid von Mike Conway, Kamui Kobayashi und José María López mit einem Vorsprung von 16,5 Sekunden auf den Ferrari 499P von Antonio Fuoco, Miguel Molina und Nicklas Nielsen das Rennen. Das Toyota-Trio lag nach zwei Renndritteln mit einem Abstand von 45 Sekunden in Führung, ehe die dritte und letzte Safety-Car-Phase das Feld wieder zusammenführte. Antonio Fuoco versuchte noch einmal Druck auf den führenden Toyota aufzubauen, aber Kamui Kobayashi konterte die schnellen Runden des Ferrari jedes Mal. Ein turbulentes Rennen hatte der zweite Toyota mit der Startnummer 8, den am Beginn Sébastien Buemi steuerte. Bei der ersten Durchfahrt der Variante del Rettifilo knapp nach dem Start fuhr der Toyota dem von Alessandro Pier Guidi gefahrenen Ferrari mit der Startnummer 51 ins Heck und drehte ihn um. Dafür erhielt Buemi eine 10-Sekunden-Strafe. Drastischer war der zweite Zwischenfall. Beim Überrunden berührte der Toyota vor der Variante Ascari den Aston Martin Vantage AMR von Satoshi Hoshino seitlich, der dadurch hart in eine Barriere prallte. Die daraufhin verhängte 60-Sekunden-Stop-and-Go-Strafe kostete dem Team eine Rennrunde. Am Ende kam der Toyota noch bis auf den vierten Gesamtrang nach vorn, wobei ein stark fahrender Brendon Hartley in der Schlussphase erst Dane Cameron im Porsche 963 und danach Antonio Giovinazzi im Ferrari überholte. Das Überholmanöver von Giovinazzi gegen Cameron revertierte die Rennleitung, da es außerhalb der Tracklimits stattfand. Einige Stunden nach dem Rennen erhielt der Toyota mit der Nummer 8 eine zusätzliche 50-Sekunden-Zeitstrafe und fiel auf den sechsten Rang zurück, weil die maximal zulässige Leistung überschritten wurde.
Eine ansprechende Leistung bot das vorher viel gescholtene Peugeot-Team. Der 9X8 hatte in Monza 2022 sein Renndebüt und kam 2023 erstmals unter den ersten drei der Gesamtwertung ins Ziel.

## Ergebnisse

### Schlussklassement
| 1           | LMH      | 7   | Toyota Gazoo Racing       | Mike Conway Kamui Kobayashi José María López                | Toyota GR010 Hybrid      | 200 |
| 2           | LMH      | 50  | Ferrari AF Corse          | Antonio Fuoco Miguel Molina Nicklas Nielsen                 | Ferrari 499P             | 200 |
| 3           | LMH      | 93  | Peugeot TotalEnergies     | Mikkel Jensen Paul di Resta Jean-Éric Vergne                | Peugeot 9X8              | 200 |
| 4           | LMH      | 5   | Porsche Penske Motorsport | Dane Cameron Michael Christensen Frédéric Makowiecki        | Porsche 963              | 199 |
| 5           | LMH      | 51  | Ferrari AF Corse          | James Calado Antonio Giovinazzi Alessandro Pier Guidi       | Ferrari 499P             | 199 |
| 6           | LMH      | 8   | Toyota Gazoo Racing       | Sébastien Buemi Brendon Hartley Ryō Hirakawa                | Toyota GR010 Hybrid      | 199 |
| 7           | LMH      | 6   | Porsche Penske Motorsport | Kévin Estre André Lotterer Laurens Vanthoor                 | Porsche 963              | 199 |
| 8           | LMH      | 708 | Glickenhaus Racing        | Romain Dumas Olivier Pla Nathanaël Berthon                  | Glickenhaus SCG 007 LMH  | 199 |
| 9           | LMH      | 38  | Hertz Team Jota           | António Félix da Costa Will Stevens Ye Yifei                | Porsche 963              | 198 |
| 10          | LMH      | 2   | Cadillac Racing           | Earl Bamber Alex Lynn Richard Westbrook                     | Cadillac V-Series.R      | 198 |
| 11          | LMP2     | 28  | Jota                      | Pietro Fittipaldi David Heinemeier Hansson Oliver Rasmussen | Oreca 07                 | 193 |
| 12          | LMP2     | 36  | Alpine Elf Team           | Julien Canal Charles Milesi Matthieu Vaxivière              | Oreca 07                 | 192 |
| 13          | LMP2     | 41  | Team WRT                  | Rui Andrade Louis Delétraz Robert Kubica                    | Oreca 07                 | 192 |
| 14          | LMP2     | 23  | United Autosports         | Giedo van der Garde Oliver Jarvis Josh Pierson              | Oreca 07                 | 192 |
| 15          | LMP2     | 34  | Inter Europol Competition | Albert Costa Fabio Scherer Jakub Śmiechowski                | Oreca 07                 | 192 |
| 16          | LMP2     | 22  | United Autosports         | Ben Hanley Philip Hanson Frederick Lubin                    | Oreca 07                 | 192 |
| 17          | LMP2     | 63  | Prema Racing              | Mirko Bortolotti ---- Daniil Kwjat Doriane Pin              | Oreca 07                 | 192 |
| 18          | LMP2     | 35  | Alpine Elf Team           | Olli Caldwell André Negrão Memo Rojas                       | Oreca 07                 | 192 |
| 19          | LMH      | 94  | Peugeot TotalEnergies     | Loïc Duval Gustavo Menezes Nico Müller                      | Peugeot 9X8              | 191 |
| 20          | LMH      | 4   | Floyd Vanwall Racing Team | João Paulo de Oliveira Esteban Guerrieri Tristan Vautier    | Vanwall Vandervell 680   | 191 |
| 21          | LMP2     | 9   | Prema Racing              | Andrea Caldarelli Filip Ugran Bent Viscaal                  | Oreca 07                 | 191 |
| 22          | LMGTE-Am | 77  | Dempsey-Proton Racing     | Julien Andlauer Christian Ried Mikkel Pedersen              | Porsche 911 RSR-19       | 185 |
| 23          | LMGTE-Am | 60  | Iron Lynx                 | Matteo Cressoni Alessio Picariello Claudio Schiavoni        | Porsche 911 RSR-19       | 185 |
| 24          | LMGTE-Am | 86  | GR Racing                 | Ben Barker Riccardo Pera Mike Wainwright                    | Porsche 911 RSR-19       | 184 |
| 25          | LMGTE-Am | 33  | Corvette Racing           | Nicky Catsburg Ben Keating Nicolás Varrone                  | Chevrolet Corvette C8.R  | 184 |
| 26          | LMGTE-Am | 85  | Iron Dames                | Sarah Bovy Rahel Frey Michelle Gatting                      | Porsche 911 RSR-19       | 184 |
| 27          | LMGTE-Am | 83  | Richard Mille AF Corse    | Luís Pérez Companc Alessio Rovera Lilou Wadoux              | Ferrari 488 GTE Evo      | 183 |
| 28          | LMGTE-Am | 25  | ORT by TF                 | Ahmad Al Harthy Michael Dinan Charlie Eastwood              | Aston Martin Vantage AMR | 183 |
| 29          | LMGTE-Am | 56  | Team Project 1 – AO       | Efrin Castro Guilherme Oliveira Matteo Cairoli              | Porsche 911 RSR-19       | 183 |
| 30          | LMGTE-Am | 21  | AF Corse                  | Julien Piguet Simon Mann Ulysse de Pauw                     | Ferrari 488 GTE Evo      | 182 |
| 31          | LMGTE-Am | 54  | AF Corse                  | Francesco Castellacci Thomas Flohr Davide Rigon             | Ferrari 488 GTE Evo      | 180 |
| 32          | LMP2     | 31  | Team WRT                  | Robin Frijns Sean Gelael Ferdinand Habsburg                 | Oreca 07                 | 179 |
| Ausgefallen |          |     |                           |                                                             |                          |     |
| 33          | LMH      | 99  | Proton Competition        | Gianmaria Bruni Harry Tincknell Neel Jani                   | Porsche 963              | 134 |
| 34          | LMGTE-Am | 57  | Kessel Racing             | Scott Huffaker Takeshi Kimura Kei Cozzolino                 | Ferrari 488 GTE Evo      | 70  |
| 35          | LMP2     | 10  | Vector Sport              | Gabriel Aubry Ryan Cullen Matthias Kaiser                   | Oreca 07                 | 66  |
| 36          | LMGTE-Am | 777 | D'Station Racing          | Tomonobu Fujii Satoshi Hoshino Casper Stevenson             | Aston Martin Vantage AMR | 7   |

### Nur in der Meldeliste
Hier finden sich Teams, Fahrer und Fahrzeuge, die ursprünglich für das Rennen gemeldet waren, aber aus den unterschiedlichsten Gründen daran nicht teilnahmen.
| Pos. | Klasse   | Nr. | Team          | Fahrer                                   | Chassis                  |
| ---- | -------- | --- | ------------- | ---------------------------------------- | ------------------------ |
| 37   | LMGTE-Am | 98  | Northwest AMR | Ian James Daniel Mancinelli Alex Riberas | Aston Martin Vantage AMR |

### Klassensieger
| Klasse   | Fahrer            | Fahrer                   | Fahrer           | Fahrzeug            | Platzierung im Gesamtklassement |
| -------- | ----------------- | ------------------------ | ---------------- | ------------------- | ------------------------------- |
| LMH      | Mike Conway       | Kamui Kobayashi          | José María López | Toyota GR010 Hybrid | Gesamtsieg                      |
| LMP2     | Pietro Fittipaldi | David Heinemeier Hansson | Oliver Rasmussen | Oreca 07            | Rang 11                         |
| LMGTE-Am | Julien Andlauer   | Christian Ried           | Mikkel Pedersen  | Porsche 911 RSR-19  | Rang 22                         |

### Hypercar-Balance-of-Performance
| Fahrzeug                      | Mindestgewicht | Max. Leistung | Max. Energiemenge pro Stint | Hybridboost ab | Handicap Nachtanken |
| ----------------------------- | -------------- | ------------- | --------------------------- | -------------- | ------------------- |
| Cadillac V-Series.R (LMDh)    | 1032 kg (- 14) | 499 kW (- 14) | 890 Megajoule (- 15)        | 0 km/h         | 1,0 Sekunden        |
| Ferrari 449P (LMH)            | 1069 kg (+ 5)  | 498 kW (- 11) | 893 Megajoule (- 8)         | 190 km/h       | 1,2 Sekunden        |
| Glickenhaus SCG 007 LMH (LMH) | 1030 kg        | 520 kW        | 916 Megajoule (+ 3)         | –              | –                   |
| Peugeot 9X8 (LMH)             | 1046 kg (+ 4)  | 520 kW (+ 4)  | 914 Megajoule (+ 6)         | 150 km/h       | 1,2 Sekunden        |
| Porsche 963 (LMDh)            | 1049 kg (+ 1)  | 506 kW (- 10) | 899 Megajoule (- 11)        | 0 km/h         | 1,0 Sekunden        |
| Toyota GR010 Hybrid (LMH)     | 1080 kg        | 507 kW (- 5)  | 908 Megajoule (+ 4)         | 190 km/h       | 1,2 Sekunden        |
| Vanwall Vandervell 680 (LMH)  | 1030 kg        | 520 kW (+ 8)  | 913 Megajoule (+ 12)        | –              | –                   |

### Renndaten
- Gemeldet: 37
- Gestartet: 36
- Gewertet: 32
- Rennklassen: 3
- Zuschauer: 65.000
- Wetter am Rennwochenende: trocken und sehr heiß
- Streckenlänge: 5,793 km
- Fahrzeit des Siegerteams: 6:00:31,922 Stunden
- Runden des Siegerteams: 200
- Distanz des Siegerteams: 1158,600 km
- Siegerschnitt: unbekannt
- Pole Position: Kamui Kobayashi – Toyota GR010 Hybrid (#7) – 1:35,358
- Schnellste Rennrunde: Kamui Kobayashi – Toyota GR010 Hybrid (#7) – 1:36,696 = 215,700 km/h
- Rennserie: 5. Lauf zur FIA-Langstrecken-Weltmeisterschaft 2023